# Шабасов, Андрей Дмитриевич
Андрей Дмитриевич Шабасов (20 июня 1994) — российский пловец, двукратный чемпион мира по плаванию на короткой воде. Экс-рекордсмен мира.

## Карьера
В 2012 году в Антверпене стал победителем юниорского чемпионата Европы по плаванию на дистанции 100 метров на спине и серебряным призёром в комплексной эстафете 4×100 метров. Участвовал в чемпионате мира по плаванию на короткой воде 2012 года.
В августе 2014 года участвовал в Европейском чемпионате по водным видам спорта, где прекратил соревнования по плаванию на спине на дистанции 200 метров на стадии полуфинала, а на дистанциях в 50 и 100 метров — на стадии предварительных заплывов.
Участник летней Универсиады 2015 года, где стал чемпионом в эстафете 4×100 метров. Бронзовый призёр в плавании на спине на дистанции 200 метров. А в индивидуальной 100-метровке на спине был шестым. За достижения на Универсиаде Андрею Дмитриевичу Шабасову была объявлена Благодарность Правительства Российской Федерации.
На чемпионате Европы по плаванию на короткой воде 2015 года завоевал два серебра в эстафете.
Участник летних Олимпийских игр 2016 года в Рио-де-Жанейро. В соревновании по плаванию на спине на дистанции 200 метров в полуфинале показал седьмой результат и завершил состязание.
Участник чемпионата мира по плаванию на короткой воде 2016 года. Был вторым в плавании на спине на дистанции 100 метров, а также стал двукратным чемпионом в эстафетах 4х50 метров и 4х100 метров.
Чемпион России (2014—200 метров; 2012, 2014—2016 — комбинированная эстафета 4×100 м; 2014, 2015 — комбинированная эстафета, микст 4×100 м). Серебряный (2014—100 м; 2016—200 м) и бронзовый (2016—100 м) призёр чемпионатов России.
Чемпион России на короткой воде (2015 — 50 м, 200 м). Серебряный (2013, 2015 — эстафета 4×100 м комб; 2015 — эстафета 4×50 м комб микст) и бронзовый (2013, 2015—100 м) призёр чемпионатов России на короткой воде.

## Образование
Закончил Национальный государственный университет физической культуры, спорта и здоровья имени П. Ф. Лесгафта.

## Спортивные звания
- Мастер спорта России (2012)[2].
- Мастер спорта России международного класса (2012)[3].
- Заслуженный мастер спорта России (2017).